# Aula365
Aula365 es una plataforma argentina de aprendizaje dirigida a niños y adolescentes accesible internacionalmente. Es desarrollada por Grupo Competir Edtech, empresa argentina IT responsable del contenido edutainment, incluido la serie Los Creadores TV.
Aula365 tiene una librería de más de 3000 recursos y contenidos educativos, como películas interactivas en tres idiomas (castellano, inglés y portugués), cápsulas, blogs, infografías y resúmenes, clasificados por edad y nivel escolar. Asimismo es posible dejar consultas para ser respondidas por "el Profe Virtual", a las que un profesor real contestará en un plazo máximo de 48 horas. Cuenta con una red social ya que los usuarios pueden intercambiar conocimiento al discutir los contenidos que éste presenta, hacer recomendaciones, preguntas y responder preguntas de otros usuarios, entre otras actividades. Tiene más de 3 millones de usuarios, entre alumnos, padres y docentes de Argentina, Chile, Perú, Uruguay, México,Canadá, Colombia, España, Brasil y Estados Unidos.
Dicha plataforma promueve el apoyo escolar desde el hogar a través del uso de la tecnología Web 3.0 y de la participación de los niños en la creación del conocimiento, basado en los conceptos: Participar, Aprender, Innovar y Crear y de esa manera generar inteligencia colaborativa. 

### Creápolis
Este juego es parte de Aula365 desde el 1 de agosto de 2013 y fue lanzado inicialmente en Argentina y Perú. El 20 de noviembre se sumó España, el 8 de diciembre Colombia y el 26 de diciembre México a la lista de países en los que el juego está activo.

## Los Creadores TV
En septiembre del 2014, en A365 Studios se terminaron de editar los 13 capítulos de Los Creadores TV, la primera serie transmedia de ciencia para niños que combina animación 3D e imágenes reales, con los personajes de Aula365. El programa, que permite a los televidentes interactuar en simultáneo con la televisión y la web, fue emitida por los canales América TV y Telefé de Argentina y Señal Colombia. Actualmente está disponible en Netflix para toda América Latina, EE. UU. y Europa.
La serie ganó numerosos premios, entre los que se incluyen: la Distinción de la Cámara de Diputados de la Nación Argentina como "Programa de Interés Cultural y Educativo" (2015); Premio Martín Fierro al Mejor Programa Infantil (2016); Premio Tato al Mejor Programa Infantil (2016); Premio “Lo mejor de los diez años de Expotoons”, el máximo galardón entregado en la historia de dicho festival (2016); Premio Produ Awards al Programa Infantil con Mejor Uso Transmedia (2017) y Premio FundTV al mejor Programa Infantil con valor educativo (2018).

## Impacto
En noviembre de 2013 Pablo Aristizabal, CEO de y creador de Aula365, arribó a la Ciudad del Vaticano para entregar al Papa Francisco un libro con mensajes de paz, cuyos mensajes fueron escritos por 1300 niños, padres y docentes de la plataforma en Argentina, Perú, México, Chile, Colombia y España. En marzo de 2014, Aula365 junto a Creápolis y Scholas Occurrentes lanzaron Educación por la Paz, una aplicación que permite plantar olivos por la paz y crear de esta forma el bosque de árboles virtuales más grande del mundo. El Papa Francisco fue el encargado de plantar el primer olivo desde la Ciudad del Vaticano y a la fecha hay más de 100.000 árboles virtuales plantados por feligreses de todo el mundo.

## Premios y reconocimientos
El portal sirvió como base para la creación del cómic social "Aventuras en el Mundo del futuro", el cual ganó el 8 de noviembre de 2011 el Récord Guinness por ser el cómic con la mayor cantidad de autores en el mundo.
El 5 de noviembre de 2013, Aula365 fue reconocido como Global Champion de la categoría E- Learning & Sciences de los World Summit Awards (WSA) de la Organización de las Naciones Unidas (ONU) en Sri Lanka, luego de haber sido seleccionado como uno de los proyectos ganadores a nivel mundial en diferentes categorías que seleccionan los mejores E-content, Creativity & innovation del mundo.
También ha cosechado numerosos premios en todo el mundo: Premio Influencias a la Innovación en Servicio de Internet (2010); dos Premios Mate.ar en la categoría educación (2007 y 2010); Premio Sadosky a la Mejor innovación Tecnológica (2007) y cuatro Premios Iberoamericano en honor a la calidad educativa (2007, 2008, 2009 y 2010), entre otros.
En noviembre de 2017, Youtube le entregó al canal de Aula365 el Silver Play Button (plata), otorgado a aquellos canales que superen los 100.000 suscriptores y en agosto de 2020, alcanzó un millón de suscriptores, con lo que accedió al Gold Play Button (oro). En mayo de 2018, se anunció que su canal había superado las 100 millones de vistas. Por otra parte, el canal de Aula365 en portugués, también se hizo acreedor al Silver Play Button (plata) por superar los 100.000 suscriptores en abril de 2020.

## Aprender en Casa
Debido a la urgencia educativa generada por la pandemia de coronavirus, la empresa Competir Edtech lanzó en marzo de 2020, la Plataforma educativa Aprender en Casa, cuya biblioteca consta de 30.000 contenidos para Primaria (de Aula365 y Los Creadores) y Secundaria (de Educatina). La empresa informó que la Plataforma sería de acceso libre y gratuito por todo el ciclo lectivo 2020.